# إميليو بورتيس جيل
إميليو أولياء جيل (بالإسبانية: Emilio Cándido Portes Gil) (و. 1890 – 1978 م) هو سياسي، ومحام من المكسيك .
وهو عضو في الحزب الثوري المؤسساتي .

## روابط خارجية
- إميليو بورتيس جيل على موقع الموسوعة البريطانية (الإنجليزية)